# Le Bigame
Cet article possède un paronyme, voir Bigamie (homonymie).
Pour plus de détails, voir Fiche technique et Distribution.
Le Bigame (titre original : Il bigamo) est un film franco-italien réalisé par Luciano Emmer, sorti en 1956.

## Synopsis
Mario De Santis (Marcello Mastroianni) est un représentant en parfums, charmant avec les dames. Il est marié avec Valeria (Giovanna Ralli) et est le père d'un enfant d'un an. Convoqué au commissariat du quartier, il a la surprise de se voir accusé de bigamie. Il est confronté à une certaine Isolina Fornaciari (Franca Valeri) qu'il aurait épousée à Forlimpopoli quelques années plus tôt et qui dit le reconnaître. Elle est accompagnée de son avocat et de son père, un individu extrêmement violent. Personne ne semble croire à l’innocence de Mario et sa famille se déchaîne contre lui.
Mario fait en prison la connaissance de Quirino (Memmo Carotenuto) qui le présente à un baron local qui se fait fort de lui trouver un ténor du barreau (Vittorio De Sica). Puis Quirino, une fois libéré, se met à la recherche d'un homonyme de Mario de Santis. Le ténor du barreau conseille à Mario de plaider coupable en prétextant l'oubli et fait une plaidoirie surréaliste qui convainc les jurés. Mais, juste avant le verdict, Quirino intervient avec l'autre Mario de Santis. Aussi, le tribunal, tout en reconnaissant l'innocence de Mario, le condamne pour « auto-calomnie », tandis qu'Isolina est condamnée pour parjure. Après un bref séjour en prison, Mario peut rejoindre sa famille.

## Fiche technique
- Titre original : Il bigamo
- Titre français : Le Bigame
- Réalisation : Luciano Emmer
- Assistant-réalisateur : Francesco Rosi
- Scénario : Sergio Amidei, Agenore Incrocci, Francesco Rosi, Furio Scarpelli et Vincenzo Talarico (en)
- Photographie : Mario Montuori
- Montage : Otello Colangeli
- Musique : Alessandro Cicognini
- Direction artistique :  Virgilio Marchi
- Décors : Ferdinando Ruffo
- Costumes : Elio Costanzi
- Producteurs : Guido Giambartolomei, Carlo Salsano
- Société de production : Royal Film, Filmel, Alba Film
- Société de distribution : CEI Incom (Italie), Curzon Film Distributors (Royaume-Uni), Distributors Corporation of America (en) (États-Unis)
- Pays d'origine :  Italie et  France
- Langue : Italien
- Format : Noir et blanc — 35 mm — 1,37:1 — Son : Mono
- Genre : Comédie
- Durée : 110 minutes
- Dates de sortie : 
  - Italie : 17 février 1956
  - Italie : 14 août 1956
  - Allemagne de l'Ouest : 28 septembre 1956
  - Pays-Bas : 15 mars 1957
  - États-Unis : 10 mai 1958 (New York)
- Affiche : Jean Mascii (France)

## Distribution
- Marcello Mastroianni  (VF : Maurice Biraud) : Mario De Santis (vf : Mario Renati)
- Franca Valeri (VF : Jacqueline Porel)  : Isolina Fornaciari (vf: Rosalina)
- Giovanna Ralli  (VF : Paule Emanuele) : Valeria Masetti, la femme de Mario
- Marisa Merlini  (VF : Anne Roudier) : Enza Masetti, la sœur de Valéria
- Vittorio De Sica  (VF : André Valmy) : Principe, l'avocat de la défense
- Memmo Carotenuto (VF : Jean Clarieux)  : Quirino Proietti, un codétenu
- Ave Ninchi : La mère de Valéria
- Vincenzo Talarico (en)  (VF : Fernand Sardou) : L'avocat de la partie civile Pattinari
- Guglielmo Inglese  (VF : Lucien Bryonne) : l'avocat Don Vincenzino
- Mario Passante (VF : Jean-François Laley)  : l'avocat de Fornaciari
- Fernando Milani
- Ruggero Marchi (VF : Fernand Rauzena) : Olinto Fornaciari
- Salvo Randone : avocat
- Anita Durante : Amalia la concierge
- Eros Belloni : artiste
- Paolo Ferrara (VF : Serge Nadaud) : le commissaire
- Gaetano Verna (VF : Pierre Morin) : le juge
- Carlo Gallucci : le petit Tonino
- Aldo Pini  (VF : Raymond Loyer) : le policier dans le park
- Iolanda Fortini : la femme de l’épicier
- Mimmo Poli : Victor un détenu
- Renato Terra Caizzi : Marcel un détenu
- Linda Tur : Maria la gouvernante
- Edda Soligo : Madame Zaira l'épicière
- et avec les voix de :
- Camille Guerini (le baron), Roger Rudel (un condamné), André Bervil, Jacques Dynam

## Récompenses et distinctions
- Ruban d'argent du SNGCI (Syndicat National des Journalistes du Cinéma Italien) à Memmo Carotenuto comme meilleur acteur de second plan pour l'interprétation de son rôle de Quirino Proietti.